# Художні засоби
Художні засоби (літературні засоби) — прийоми та засоби, які автор художнього твору використовує, оповідаючи історію.

## Художні засоби, що стосуються сюжету
| Назва                    | Визначення | Приклад |
| ------------------------ | --- | --- |
| Рушниця Чехова           | Вставка речі, що здається несуттєвою в оповіданні, з метою, яка відкривається лише згодом; часто ця річ відіграє ключову роль у кульмінації історії. | «Якщо в першому акті на стіні висить рушниця, то у третьому вона повинна вистрілити». |
| Кліфгенгер («висяк»)     | Коли частина історії завершується, але сюжетна інтрига лишається в «підвішеному» стані, щоб підігріти цікавість публіки до наступної частини, в якій буде сказано, чим же все закінчиться. | Часто використовується в телесеріалах, кінофраншизах і коли роман публікується частинами в літературному журналі - аби публіка знову подивилась телешоу / прийшла в кінотеатр / купила новий номер журналу. Іноді кліфгенгери не закінчуються нічим і на них обривається вся історія - приміром, в останніх серіях серіалів «Альф», «Time Trax» і у фільмі «Золотий компас» який закінчується відразу кількома сюжетними «висяками», але вони не знаходять розв'язки, бо анонсовану ними другу частину фільму так і не зняли; аналогічно «Ідіот» Пир'єва.                                           |
| Нелінійне оповідання     | Коли текст чи сцени у кіно йдуть не за хронологічним порядком, а окремими частинами, щоразу відкриваючи нові обставини подій, мотивації героїв, розширюючи історію, даючи публіці додаткову зацікавленість в історії, яка з кожною хвилиною/сторінкою розкривається все більше і в кінці складається, мов пазл. | Цей прийом користується особливою шаною в кіно, приклади: фільми Вуді Алена «Жасмін», Квентіна Тарантіно «Кримінальне чтиво», Крістофера Нолана «Мементо». Румунський авангардний поет Трістан Цара створював вірші, вплітаючи в них газетні вирізки таким чином, що вони ставали хребтом поетичного сюжету у процесі написання вірша. |
| Deus ex machina          | Несподіваний поворот у фабулі завдяки втручанню сторонніх могутніших сил чи обставин. | Ставлення критиків до такого прийому часто негативне. Вважається, що автор загнав себе в глухий кут, а тому ситуація вимагає чудодійного порятунку. Однак автори іноді застосовують його цілком свідомо, як наприклад, Толкін, який вважав Deus ex machina невід'ємною частиною казкової оповіді, або ж для того, щоб штучністю розв'язки підкреслити безвихідь. |
| Евкатастрофа             | «щасливе падіння», негативна розв'язка сюжету, яка обертається позитивним завершенням історії; коли в кульмінації протагоніст програє, постаючи перед неминучою катастрофою, але хід подій обертається так, що програш стає вигідним і веде до хепі-енду. | Наприкінці «Володаря перснів», коли Голум відбирає перстень у Фродо і надто радіє своїй перемозі, тому його необережні дії призводять до поразки. |
| Флешбек                  | Сцена спогадів героя, що вставляється, аби розповісти події, які передували оповіданим | Часто зустрічається в казках «Тисячі та одної ночі», наприклад, у казці про «Три яблука», що починається зі знахідки трупа дівчини - з'являється убивця і у флешбеку розповідає про минулі події, які спонукали його до вбивства і що призвели до знахідки тіла на початку казки. |
| Флешфорвард              | Антонім флешбеку, сцена, яка стрибком у часі вперед показує події уявного чи справжнього майбутнього героїв. | У «Різдвяній історії» Дікенса Скрудж бачить майбутнє, яким воно може бути, якщо він не зміниться. Також багато флешфорвардів у серіалі «Загублені», фільмі «Біжи, Лола, біжи»; кульмінація вампірської саги «Сутінки» є флешфорвардом. |
| Передвістя               | Неявні, проте умисні авторські підказки про подальший перебіг подій (як «рушниця Чехова»). | У «Книзі джунглів» Кіплінга вовчиця, що захистила Мауглі від тигра Шер-Хана передбачає, що одного дня сам Мауглі полюватиме на тигра, як зараз той полює на нього. В "Легенді про Уленшпігеля" кума Катліна на честь народження Уленшпігеля віщує про його вдачу і подальшу долю, які повністю реалізуються у подальшому повіствуванні. |
| Історія в історії        | Коли основна історія організовує ряд коротких історій. | Класичні приклади - «Панчатантра», «Казки тисяча та однієї ночі», «Декамерон». |
| Обрамлення (кільцевання) | Та ж сама дія/репліка/обставина/сцена/подія або будь-який інший значимий елемент, який зустрічається на початку і в кінці оповідання. | Фільм «Мементо» починається і закінчується сценою вбивства і фотографування трупа. Фільм «Термінатор-2: Судний день» починається і закінчується закадровим голосом Сари Конор. |
| МакГафін                 | Сюжетний прийом у формі якогось предмета чи мети (або іншого мотиватора), який рухає діями героїв, але сам по собі не є вагомою для історії річчю. Часто природа цієї речі/мети не пояснюється, вона не описується, не пояснюється, чому вона важлива, а в сюжет вона вплітається лише для того, аби рухати його. | У фільмі Тарантіно «Кримінальне чтиво» гангстери і злодії полюють на валізу, вміст якої світиться жовтим світлом. Що там, не пояснюється, і це неважливо, бо сюжету вже надано рух, тому на дві години про валізу глядач забуває, і вона з'являється лише в кінці, але знову ключової ролі сама по собі не відіграє, будучи лише мотиватором сюжету. |
| In medias res            | Коли історія починається з середини. | Класичні приклади - «Іліада» й «Одісея» Гомера. «Одісея» починається з повернення Одісея на Ітаку, а у флешбеках оповідається про десять років його поневірянь після Троянської війни. Романи Достоєвського починаються з середини, приміром, у романі «Ідіот» спершу назріла драма і конфлікт між кількома петербурзькими родинами, а в переддень кульмінації в місто приїжджає головний герой (з чого роман і починається), він (і через нього читач) дізнається про події та обставини, що передували його появі, і відразу стає ключовою особою подальших подій, що і зображено по ходу роману. |
| Крючок оповідання        | Коли історія починається з події, яка захоплює увагу публіки і тримає, немов на крючку. Історії можуть починатися з кульмінації без розв'язки (тоді публіка зацікавлено чекатиме до кінця, якою ж буде розв'язка) або з розв'язки, і весь подальший сюжет вестиме до неї. | Фільм «Limitless» починається з кульмінації, фільм «Термінатор-2: Судний день» починається з флешфорварда, який задає інтригу всього фільму - чи зможуть головні герої запобігти показаній на початку катастрофі? |
| Сюжетний засіб           | Об'єкт або персонаж, єдина мета якого - просунути сюжет вперед. | Один з сюжетних засобів - МакГафін. |
| Сюжетний поворот (твіст) | Несподівана зміна напрямку розвитку сюжету, яка може поставити з ніг на голову сприйняття всього сюжету, персонажів, обставин тощо. Наприклад, якийсь із персонажів, що здавався добрим, може виявитися серійним убивцею, за яким полювали протагоністи, і навпаки. Або частина оповідання чи все воно цілком може виявитися сном чи галюцинацією головного героя, сам він, несподівано для себе, може виявитись мертвим. | У фільмі «Сім» убивця сам приходить до детективів здаватися, але їх чекає другий твіст - здача убивці є не його поразкою, а частиною хитрого плану: він використовує детективів як маріонеток, про що вони здогадаються лише коли буде пізно. |
| Поетичне правосуддя      | Коли зрештою доблесть винагороджується, правда перемагає, а кривда карається за іронією долі, результуючи з поводження персонажа. | Тут може діяти карма («Не рий яму іншому, бо сам у неї потрапиш». Персонаж мультика, Wile E. Coyote, завжди сам комічно потрапляє у пастки, які ставить страусу), фатум (у «Божественій комедії» Данте всі грішники караються в пеклі, навіть якщо за життя вони лишалися безкарними) чи інша форма «вселенської справедливості». |
| Парадокс приречення      | Парадокс мандрівника в часі, коли він потрапляє в часову пастку або петлю подій, які прирікають його на певне незворотнє повторення чи кінець | У серіалі Doctor Who головний герой постійно вимушений повертатися назад у часі через якийсь свій вчинок у майбутньому. |
| Каламбур                 | Коли задумане значення не має Plot device based on an argument that an agreement's intended meaning holds no legal value, and that only the exact, literal words agreed on apply. | For example, William Shakespeare used a quibble in The Merchant of Venice: Portia saves Antonio in a court of law by pointing out that the agreement called for a pound of flesh, but no blood, so Shylock can collect only if he sheds no blood. |
| «Червоний оселедець»     | Риторична тактика відволікання уваги від того, що насправді має значення. | У детективах автор може вести публіку хибною доріжкою, підштовхуючи її до хибного висновку, коли впродовж усього сюжету публіка вважала вбивцею невинного, послуговуючись хибними здогадками, які автор розставив тут і там, щоб відволікти увагу від того, хто насправді винен. |